# Stadtbahn Lusail
| \| \| \| Seef Lusail North \| \| \| \| nach Downtown Lusail \| \| \| \| Al Sa'ad Plaza \| \| \| \| von Downtown Lusail \| \| \| \| Seef Lusail South \| \| \| \| Wadi \| \| \| \| Tarfat North \| \| \| \| von Al Wessil \| \| \| \| Tarfat South \| \| \| \| Marina North \| \| \| \| Yacht Club \| \| \| \| Marina Central \| \| \| \| Marina South \| \| \| \| Legtaifiya \| |  |                      |                      |
| U-Bahn-Kopfbahnhof Streckenanfang |  | Seef Lusail North    | Seef Lusail North    |
| U-Bahn-Abzweig geradeaus und von rechts |  | nach Downtown Lusail | nach Downtown Lusail |
| U-Bahn-Bahnhof (im Tunnel) |  | Al Sa'ad Plaza       | Al Sa'ad Plaza       |
| U-Bahn-Abzweig geradeaus und nach rechts |  | von Downtown Lusail  | von Downtown Lusail  |
| U-Bahn-Haltepunkt / Haltestelle |  | Seef Lusail South    | Seef Lusail South    |
| U-Bahn-Haltepunkt / Haltestelle |  | Wadi                 | Wadi                 |
| U-Bahn-Haltepunkt / Haltestelle |  | Tarfat North         | Tarfat North         |
| U-Bahn-Abzweig geradeaus und von rechts (im Tunnel) |  | von Al Wessil        | von Al Wessil        |
| U-Bahn-Haltepunkt / Haltestelle (im Tunnel) |  | Tarfat South         | Tarfat South         |
| U-Bahn-Haltepunkt / Haltestelle (im Tunnel) |  | Marina North         | Marina North         |
| U-Bahn-Haltepunkt / Haltestelle (im Tunnel) |  | Yacht Club           | Yacht Club           |
| U-Bahn-Haltepunkt / Haltestelle (im Tunnel) |  | Marina Central       | Marina Central       |
| U-Bahn-Haltepunkt / Haltestelle (im Tunnel) |  | Marina South         | Marina South         |
| U-Bahn-Kopfbahnhof Streckenende (im Tunnel) |  | Legtaifiya           | Legtaifiya           |

| \| \| \| Rawdat Lusail \| \| \| \| \| Crescent Park North \| \| \| \| \| Erkiyah \| \| \| \| \| Fox Hills North \| \| \| \| \| Al Khayl Street \| \| \| \| \| Lusail Stadium \| \| \| \| \| nach Lusail QNB \| \| \| \| \| Downtown Lusail \| \| \| \| \| von Lusail QNB \| \| \| \| \| Fox Hills South \| \| \| \| \| Al Yasmeen \| \| \| \| \| \| \| \| \| \| Naifa \| \| \| \| \| Al Wessil \| \| \| \| \| von Seef Lusail North \| \| \| \| \| Tarfat South \| \| \| \| \| nach Legtaifiya \| \| |  |                       |                       |
| U-Bahn-Strecke von links · U-Bahn-Bahnhof quer · U-Bahn-Strecke von rechts |  | Rawdat Lusail         | Rawdat Lusail         |
| U-Bahn-Strecke · U-Bahn-Haltepunkt / Haltestelle |  | Crescent Park North   | Crescent Park North   |
| U-Bahn-Haltepunkt / Haltestelle · U-Bahn-Strecke |  | Erkiyah               | Erkiyah               |
| U-Bahn-Strecke · U-Bahn-Haltepunkt / Haltestelle |  | Fox Hills North       | Fox Hills North       |
| U-Bahn-Strecke · U-Bahn-Haltepunkt / Haltestelle |  | Al Khayl Street       | Al Khayl Street       |
| U-Bahn-Haltepunkt / Haltestelle · U-Bahn-Strecke (im Tunnel) |  | Lusail Stadium        | Lusail Stadium        |
| U-Bahn-Abzweig geradeaus und nach halbrechts · U-Bahn-Strecke (im Tunnel) |  | nach Lusail QNB       | nach Lusail QNB       |
| U-Bahn-Kreuzung · U-Bahn-Turmhaltepunkt geradeaus unten |  | Downtown Lusail       | Downtown Lusail       |
| U-Bahn-Abzweig geradeaus und von halbrechts · U-Bahn-Strecke (im Tunnel) |  | von Lusail QNB        | von Lusail QNB        |
| U-Bahn-Strecke · U-Bahn-Haltepunkt / Haltestelle |  | Fox Hills South       | Fox Hills South       |
| U-Bahn-Haltepunkt / Haltestelle · U-Bahn-Strecke (im Tunnel) |  | Al Yasmeen            | Al Yasmeen            |
| U-Bahn-Strecke nach links (im Tunnel) · U-Bahn-Abzweig quer, von links und von rechts (im Tunnel) · U-Bahn-Strecke nach rechts (im Tunnel) |  |                       |                       |
| U-Bahn-Haltepunkt / Haltestelle (im Tunnel) |  | Naifa                 | Naifa                 |
| U-Bahn-Haltepunkt / Haltestelle (im Tunnel) |  | Al Wessil             | Al Wessil             |
| U-Bahn-Strecke nach links (im Tunnel) · U-Bahn-Abzweig geradeaus und von rechts (im Tunnel) |  | von Seef Lusail North | von Seef Lusail North |
| U-Bahn-Haltepunkt / Haltestelle (im Tunnel) |  | Tarfat South          | Tarfat South          |
| U-Bahn-Strecke (im Tunnel) |  | nach Legtaifiya       | nach Legtaifiya       |

| \| \| \| Betriebshof \| \| \| \| \| Lusail QNB / Red Line \| \| \| \| \| Grand Masjed \| \| \| \| \| \| \| \| \| \| \| \| \| \| \| Lusail Boulevard \| \| \| \| \| Downtown Lusail \| \| \| \| \| \| \| \| \| \| Al Sa'ad Plaza \| \| |  |                       |                       |
| U-Bahn-Strecke |  | Betriebshof           | Betriebshof           |
| U-Bahn-Turmbahnhof geradeaus oben |  | Lusail QNB / Red Line | Lusail QNB / Red Line |
| U-Bahn-Haltepunkt / Haltestelle |  | Grand Masjed          | Grand Masjed          |
| U-Bahn-Strecke von links · U-Bahn-Abzweig geradeaus, nach links und nach rechts · U-Bahn-Strecke von rechts |  |                       |                       |
| U-Bahn-Abzweig quer und nach rechts · U-Bahn-Kreuzung · U-Bahn-Abzweig quer und nach links |  |                       |                       |
| U-Bahn-Haltepunkt / Haltestelle |  | Lusail Boulevard      | Lusail Boulevard      |
| U-Bahn-Turmhaltepunkt geradeaus oben |  | Downtown Lusail       | Downtown Lusail       |
| U-Bahn-Strecke von links · U-Bahn-Abzweig nach links und nach rechts · U-Bahn-Strecke von rechts |  |                       |                       |
| U-Bahn-Abzweig quer und nach links · U-Bahn-Bahnhof quer (im Tunnel) · U-Bahn-Abzweig quer und nach rechts |  | Al Sa'ad Plaza        | Al Sa'ad Plaza        |

Die Stadtbahn Lusail (قطار النقل الخفيف بمدينة لوسيل) ist eine Stadtbahn, die das Urbanisierungsprojekt Lusail entlang der Ostküste unmittelbar nördlich der Stadt Doha, der Hauptstadt von Katar, bedient. Sie wurde im Rahmen des Infrastrukturausbau zur Fußball-WM 2022 gebaut und ist planmäßig seit dem 1. Januar 2022 in Betrieb.
Die Eisenbahnbehörde Katars, Qatar Rail, hat Betrieb und Wartung der Stadtbahn Lusail, wie auch für die U-Bahn von Doha, für 20 Jahre an das Verkehrsunternehmen RKH Qitarat vergeben. RKH Qitarat ist ein Konsortium aus Hamad Group (51 %), den international operierenden französischen Verkehrskonzernen Keolis und RATP Dev (49 %).
Die Strecken sind teilweise unterirdisch angelegt. Auf diesen Abschnitten wird eine Stromschienenoberleitung verwendet und die Stationen haben Bahnsteigtüren. Auf den oberirdischen Abschnitten ist dagegen das Bodenstromschienensystem Alimentation par le sol des Herstellers Alstom installiert. Alstom lieferte 2018 auch die nach verschiedenen Quellen 28 oder 35 Fahrzeuge des Typs Citadis 305.
Das Netz besteht aus zwei Nord-Süd-Strecken und einer Ost-West-Strecke. Im Süden befindet sich die als einzige Haltestelle in Doha liegende Endstation Legtaifiya mit Umstiegsmöglichkeit zur Red Line der U-Bahn Doha. Im Norden gibt es östlich die Endhaltestelle Seef Lusail North und westlich die Endhaltestelle Rawdat Lusail. Die westliche Strecke ist größtenteils als große linksdrehend befahrene Blockschleife angelegt. Diese wird von der Ost-West-Strecke gekreuzt, deren östliches Ende Al Sa'ad Plaza an der anderen Nord-Süd-Strecke liegt. Der westliche Endpunkt Lusail QNB liegt über der gleichnamigen Station der Red Line der U-Bahn. Westlich davon befindet sich der Betriebshof.
Am 1. Januar 2022 wurde zunächst nur auf dem 5,5 Kilometer langen, vollständig unterirdischen Abschnitt von Legtaifiya bis Al Wessil (damals Energy City South) der Linienbetrieb aufgenommen. Die Zwischenhaltestelle Tarfat South (damals Lusail Central) wurde erst ab dem 9. April 2022 bedient. Erst am 8. April 2024 wurde auch auf oberirdischen Abschnitten der Linienverkehr aufgenommen. Einerseits war dies der 2,8 Kilometer lange Abschnitt von Tarfat South bis Seef Lusail North, andererseits der 4,2 Kilometer lange Abschnitt von Al Wessil bis Rawdat Lusail. Am 6. Januar 2025 folgte der ungefähr 800 Meter lange westlichste Teil der Ost-West-Strecke.
Seit dem 6. Januar 2025 gibt es auf dem Streckennetz drei mit Farben unterschiedene Linien, die jeweils im 10-Minuten-Takt verkehren. Sobald die vierte, violette Linie in Betrieb geht, wird auch der östliche Teil der Ost-West-Strecke befahren.
| Linie   | Linie | Verlauf | Bemerkung             |
| ------- | ----- | --- | --------------------- |
| orange  |       | Legtaifiya → Tarfat South → Fox Hills South → Downtown Lusail → Rawdat Lusail Legtaifiya ← Tarfat South ← Al Yasmeen ← Lusail Stadium ← Rawdat Lusail |                       |
| pink    |       | Legtaifiya ↔ Tarfat South ↔ Al Sa'ad Plaza ↔ Seef Lusail North                                                                                        |                       |
| türkis  |       | Lusail QNB → Grand Masjed → Al Yasmeen → Fox Hills South → Downtown Lusail → Rawdat Lusail Lusail QNB ← Grand Masjed ← Lusail Stadium ← Rawdat Lusail |                       |
| violett |       | Lusail QNB ↔ Grand Masjed ↔ Downtown Lusail ↔ Al Sa'ad Plaza                                                                                          | noch nicht in Betrieb |